# 岔头乡
岔头乡，是中华人民共和国湖南省怀化市洪江市下辖的一个乡镇级行政单位。

## 行政区划
岔头乡下辖以下地区：
竹山园村、岩里村、杉木田村、新江村、沅江村、繁溪村、鸡公坡村、大年溪村、大沅村、黄双坪村、双松村、高坡村、胡家村、羊坡村、陶家村和水尾村。